# ウルーリ
ウルーリ（イタリア語: Ururi）は、イタリア共和国モリーゼ州カンポバッソ県にある、人口約2,700人の基礎自治体（コムーネ）。

## 地理

### 位置・広がり

#### 隣接コムーネ
隣接するコムーネは以下の通り。
- ラリーノ
- モントーリオ・ネイ・フレンターニ
- ロテッロ
- サン・マルティーノ・イン・ペンシリス